# François Liard
François Liard, genannt Liard-Fleury (* 8. November 1715 in Paris; † nach April 1793 in Straßburg oder Metz), war ein französischer Schauspieler.
Über Fleurys Herkunft ist nichts bekannt, außer dass er von Adel sein musste, denn er ist auch als seigneur de Vigny benannt. Er debütierte im Jahr 1733 an der Comédie-Française und wurde noch im selben Jahr Sociétaire de la Comédie-Française. Als äußerst gutaussehend und mit großem Talent als Schauspieler beschrieben, machte er schnell Karriere. Fleury war auch als Schürzenjäger bekannt und wurde nicht ohne Grund von so manchem Ehemann unter Beobachtung gehalten, was ihm im Jahr 1736 auch zum Verhängnis wurde; eine Dame vom Hof war involviert. Ein Freund fand ihn im eigenen Blut liegend, und Fleury wurde von der Comédie, mit einer Leibrente von immerhin 500 Livre ausgestattet, entlassen. Fleury verließ Paris und wandte sich Bayreuth zu, wo Markgräfin Wilhelmine von Preußen eine Schauspieltruppe unterhielt, deren Mitglied und Leiter er wurde. In Bayreuth lernte er auch seine Frau, eine Mademoiselle Clavel, kennen, die aus einer Schauspielerfamilie stammte. Er wechselte im Laufe der Jahre immer wieder zwischen Bayreuth und Metz und starb wahrscheinlich in Straßburg.
Fleurys Enkelin, Louise Fusil, wurde ebenfalls Schauspielerin.